# Judaïsme humaniste
Le judaïsme humaniste est un mouvement au sein du judaïsme qui s'attache particulièrement à la culture juive et privilégie les connaissances historiques à la croyance en Dieu comme fondements de l'identité juive.
Ses rituels et cérémonies n'incluent aucun rabbin ni aucune invocation divine. Ses vues philosophiques dérivent de l'humanisme, et ses croyances peuvent être décrites par les affirmations suivantes :
- Un Juif est une personne qui s'identifie à son histoire, à sa culture, et croit dans l'avenir du peuple juif
- Le judaïsme est la culture historique du peuple juif, et la religion n'est qu'une petite part de cette culture
- Le peuple possède le pouvoir et la responsabilité de conserver sa liberté par une indépendance marquée vis-à-vis d'une autorité supranaturelle et de ceux qui s'en affirment représentants ;
- L'éthique et la morale doivent servir les intérêts des hommes, et les choix doivent être fondés sur la considération de la conséquence des actions, plutôt que sur des lois ancestrales ou des commandements,
- L'histoire juive, comme toutes les histoires, est un phénomène purement humain et naturel. Les textes bibliques et traditionnels sont le produit de l'activité humaine et sont mieux compris au travers de l'archéologie et d'autres analyses scientifiques.

## Origines
Le sécularisme et l'athéisme se développe chez les Juifs à partir du XIXe siècle au cours de l'Haskalah, aussi appelé « Lumières juives, », période pendant laquelle beaucoup de leaders et d'intellectuels rejettent les pratiques religieuses et les croyances pour y préférer l'utilisation de la Raison et de la méthode scientifique. Parmi ces leaders de la fin du XIXe siècle et du début de XXe siècle, les plus porteurs du mouvement humaniste furent Ahad Ha’am et Simon Dubnow.
Sous sa forme actuelle, le judaïsme humaniste fut fondé en 1963 par le rabbin Sherwin Wine. Alors rabbin appartenant au mouvement du judaïsme réformé, partiellement laïc, Wine développe une liturgie juive, dont la philosophie met l'accent sur la culture juive, l'histoire, et d'une identité qui se veut inhérente aux règles éthiques de l'humanisme, sans rabbins ni références à Dieu. Sa congrégation se développe au sein du Temple Birmingham, actuellement situé à Farmington Hills (Michigan). Il est rapidement rejoint par une congrégation réformiste de l'Illinois menée par le rabbin Daniel Friedman, puis par un groupe de Westport (Connecticut).
En 1969, ces congrégations se regroupent sous l'appellation Société pour un judaïsme humaniste. La fédération internationale des juifs humanistes laïcs, qui regroupe les organisations de treize pays, est ensuite fondée en 1986. Elle compte approximativement 20 000 membres à travers le monde.

## Principes de la croyance et pratiques
Les principes du judaïsme humaniste sont similaires à ceux du judaïsme reconstructionniste, avec une emphase sur l'identité juive qui accepte les apports scientifiques variés et une éthique humaniste. Cependant, le judaïsme humaniste représente un départ radical vis-à-vis de la religion juive.
Mordecai Kaplan redéfinit Dieu et les autres termes traditionnellement religieux afin de les rendre cohérents avec une vision matérialiste du monde, et continue à utiliser le langage religieux traditionnel. Wine rejette cette approche qu'il juge prêter à confusion, puisque les participants utilisent les mots en dehors de leur définition classique.
Wine termine alors son travail philosophique en créant des rituels et des cérémonies totalement non-théiste. Des services sont créés pour le Shabbat, Rosh Hashanah, Yom Kippur, et d'autres fêtes et vacances juives, et donnant une nouvelle interprétation à ces moments afin de les rendre compatible avec la philosophie humaniste prônée.
Le judaïsme humaniste s'est développé comme une solution visant à conserver l'identité juive parmi les non-religieux, les Juifs laïcs d'Amérique du Nord, à une époque où d'autres formes d'organisations perdaient de leur impact, notamment le nationalisme culturel juif, le yiddishisme, et des formes de sionisme.

## Identité juive et mariage
Au sein du judaïsme humaniste, l'identité juive est principalement un problème d'identification personnelle à une culture.
Les rabbins humanistes, appuyés par d'autres personnalités, officialisent des mariages entre Juifs et non-Juifs, et le mouvement du judaïsme humaniste, contrairement aux autres organisations juives, ne prend aucune position ou action qui aille à l'encontre de ces mariages avec des non-Juifs. Cette vision de l'identité juive est critiquée par ceux qui croient que l'assimilation des Juifs dans de nouvelles sociétés ou les mariages hors religion vont affecter la continuité du peuple juif.
Wine et d'autres précurseurs du judaïsme humaniste répondent à ces propos que l'ouverture vers les non-Juifs est nécessaire pour prévenir le fait que leurs pairs rejettent entièrement l'identité juive. Ils affirment de plus que la continuité du peuple juif ne peut pas être préservée par des institutions qui rejettent le nombre croissant de Juifs laïcs, ou qui se marient à des non-Juifs.

## Égalitarisme
Le judaïsme humaniste se revendique égalitariste en ce qui concerne le respect des genres, le statut juif, et l'orientation sexuelle. Ceux qui s'identifient comme Juifs, et ceux qui ne s'identifient pas comme tels, ainsi que les gays, lesbiennes, bisexuels et personnes trans, peuvent participer à l'ensemble des rituels et accéder à tous les postes-clefs.